# Peritrechus geniculatus
Peritrechus geniculatus är en insektsart som först beskrevs av Carl Wilhelm Hahn 1832.  
Peritrechus geniculatus ingår i släktet Peritrechus, och familjen fröskinnbaggar. Arten är reproducerande i Sverige.

## Bildgalleri

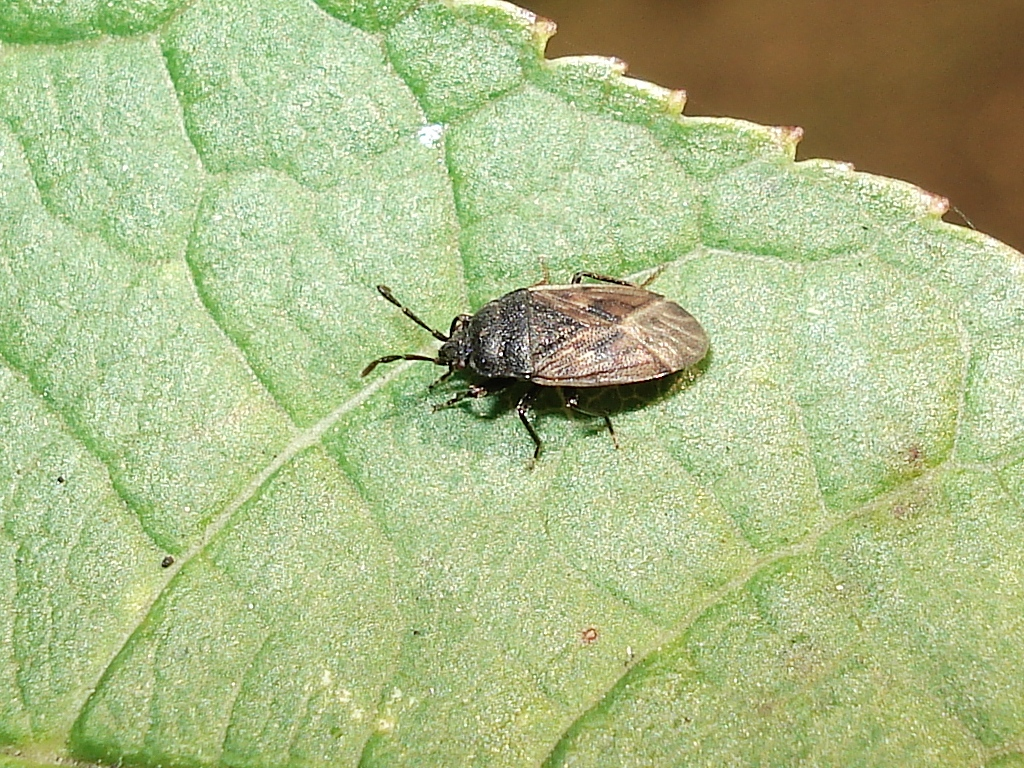